# فهرست میراث جهانی در اسرائیل
میراث جهانی در اسرائیل شامل ۹ اثر فرهنگی در اسرائیل می‌باشد. اسرائیل ۶ اکتبر ۱۹۹۹ به این کنوانسیون پیوست و تا سال ۲۰۲۰ افزون بر ۹ مکان ثبت شده ۱۸ سایت نیز از این کشور در فهرست آزمایشی قرار گرفته است.
سایت‌های میراث جهانی سازمان آموزشی، علمی و فرهنگی ملل متحد، یونسکو مکان‌هایی هستند که دارای اهمیت فرهنگی یا طبیعی هستند، همان‌طور که در پیمان‌نامه میراث جهانی، که در سال ۱۹۷۲ تأسیس شده، شرح داده شده است. طبق کنوانسیون یونسکو هر اثری پس از ثبت توسط این کمیته باید از سوی کشور نگهدارنده اثر مورد توجه ویژه قرار گیرد و انجام هرگونه دخل و تصرف یا اقدامی که باعث به خطر افتادن آن شود، ممنوع است.
یونسکو شهر قدیمی اورشلیم(بیت المقدس) و محوطه دیوارهای آن را در هیچ کشور عضوی قرار نمی‌دهد، و وضعیت نهایی آن منوط به مذاکرات بین دولت‌های اسرائیل و فلسطین است. این مکان همچنین از سال ۱۹۸۲ در فهرست میراث جهانی در معرض خطر قرار گرفته است اسرائیل سال هاست که با تخلیه زیر محوطه مسجد الاقصی به دنبال تخریب این بنای مقدس مسلمانان است. اولین سایت میراث جهانی اسرائیل، ماسادا، در سال ۲۰۰۱ در بیست و پنجمین جلسه کمیته میراث جهانی که در هلسینکی، فنلاند برگزار شد، در فهرست میراث جهانی قرار گرفت. سایت نکروپلیس بیت شعریم که در سال ۲۰۱۵ گنجانده شده است، آخرین سایت در خاک اسرائیل است.
در سال ۲۰۰۶ در چارچوب همکاری فنی بین هند و اسرائیل، کارگاهی در زمینه مدیریت میراث جهانی و میراث یهودیان در هند از ۱ تا ۳ مه ۲۰۰۶ در کوچین هند برگزار شد که توسط سازمان باستان‌شناسی هند با همکاری مرکز میراث جهانی با سهم مشخص دولت اسرائیل در صندوق میراث جهانی سازماندهی شده بود. در این کارگاه ۲۲ شرکت کننده حضور داشتند. مدیران سایت‌های میراث جهانی و متخصصان میراث فرهنگی از هند و اسرائیل مسائل کلیدی مدیریتی میراث جهانی را ارائه کردند و تجربیات خود را مورد بحث قرار دادند و توجه ویژه ای به مستندسازی سنت‌ها و آیین‌های جوامع زنده در املاک میراث جهانی، گردشگری پایدار، طرح‌های مدیریت جامع از جمله برنامه‌ریزی حفاظتی میان مدت و بلند مدت و دستورالعمل‌های خاص سایت شد.

## میراث جهانی
یونسکو سایت‌ها را با ده معیار فهرست می‌کند. هر ورودی باید حداقل یکی از معیارها را داشته باشد.
| # | نگاره                          | نام                                         | موقعیت      | سال  | ش ثبتمعیارها          | شرح | م      |
| ۱ | ماسادا                         | ماسادا                                      | استان جنوب  | ۲۰۰۱ | ۱۰۴۰ (iii)(iv)(vi)    | مجموعه‌ای از استحکامات و باروهای دفاعی در اسرائیل است که بر روی یک تخت‌تپه مشرف بر دریای مرده در بیابان یهودیه قرار دارد که نماد پادشاهی باستان اسرائیل، تخریب خشونت بار آن و آخرین ایستادگی میهن پرستان یهودی در برابر ارتش روم است، در سال ۷۳ میلادی توسط هیرود بزرگ، پادشاه یهودیه ساخته شد. اردوگاه‌ها، استحکامات و سطح شیب دار حمله که بنای یادبود را محاصره می‌کنند، کاملترین آثار محاصره رومیان است که تا به امروز باقی مانده‌است. | [ ۵ ]  |
| ۲ | عکا                            | عکا                                         | جلیل        | ۲۰۰۱ | ۱۰۴۲(ii)(iii)(v)      | شهری بندری با مساحت آن ۱۳٬۵۳۳ کیلومتر مربع است. این شهر دارای موقعیت جغرافیایی مهمی است. از آنجایی که در ساحل دریای مدیترانه واقع شده‌است، راه‌های آبی و فعالیّت‌های تجاری با شرق مدیترانه را از دیرباز به هم مربوط کرده‌است. به واسطهٔ موقعیت جغرافیایی، عکا یکی از قدیمی‌ترین شهرهای جهان شده‌است که از حدود ۴۰۰۰ سال قبل پیوسته در آن مردم سکونت داشته‌اند. عکا مقدس‌ترین شهر برای پیروان بهائیت است و به همین دلیل بهائیان زیادی برای زیارت به این شهر می‌روند. | [ ۶ ]  |
| ۳ | شهر سفید                       | شهر سفید                                    | تل‌آویو      | ۲۰۰۳ | ۱۰۹۶(ii)(iv)          | شهر سفید به مجموعه ای از بیش از ۴۰۰۰ ساختمان اشاره می‌کند که در شکل منحصر به فرد باوهاوس یا سبک بین‌المللی در تل آویو از دهه ۱۹۳۰ توسط معماران یهودی آلمانی که پس از ظهور نازی‌ها به قلمرو انگلیس در فلسطین مهاجرت کرده‌اند ساخته شده‌است. تل آویو دارای بیشترین تعداد ساختمان در این سبک معماری در بین تمام شهرهای جهان است. در سال ۲۰۰۳، یونسکو این شهر را به عنوان میراث فرهنگی جهانی به عنوان "نمونه ای برجسته از شهرسازی و معماری جدید در اوایل سده بیستم" اعلام کرد. تطبیق منحصر به فرد روندهای معماری بین‌المللی مدرن با سنت‌های فرهنگی، آب و هوایی و محلی شهر وجود دارد. | [ ۷ ]  |
| ۴ | تل مگیدو                       | تپه‌های باستانی تل مگیدو، تل هازور و تل شیوا | مناطق مختلف | ۲۰۰۵ | ۱۱۰۸(ii)(iii)(iv)(vi) | تپه‌ها نماینده سرزمین‌های مسطح شرق مدیترانه، به ویژه لبنان، سوریه، اسرائیل و شرق ترکیه است. این سه تپه همچنین برخی از بهترین نمونه‌ها را در دوران عصر آهن، سیستم‌های جمع‌آوری آب‌های زیرزمینی ارائه می‌دهند که برای خدمت به جوامع متراکم شهری ایجاد شده‌است. آثار ساختمانی آنها در طول هزاره‌ها نشان دهنده وجود اقتدار متمرکز، فعالیت کشاورزی مرفه و کنترل راه‌های تجاری مهم است. از بیش از ۲۰۰ تپه از این قبیل در اسرائیل، سه مکان مگیدو، هازور و بئرشبع نمایانگر آنهایی هستند که حاوی بقایای قابل توجهی از شهرهایی با ارتباطات کتاب مقدس هستند و به شدت با رویدادهای ترسیم شده در کتاب مقدس مرتبط هستند. | [ ۸ ]  |
| ۵ | راه کندر و شهرهای کویری در نگب | راه کندر و شهرهای کویری در نگب              | صحرای نگب   | ۲۰۰۵ | ۱۱۰۷(iii)(v)          | در انتهای راه کندر در صحرای نگب، جنوب اسرائیل واقع شده‌است، که شبه‌جزیره عربستان را به مدیترانه در دوره هلنیستی - امپراتوری روم متصل می‌کرده و دارای ارزش جهانی برجسته است. تجارت در این مسیر منجر به توسعه شهرهای باستانی، قلعه‌ها و کاروانسراها، جدا از توسعه کشاورزی شد. مسیر اولیه زمینی آن از عمان شروع می‌شده و با عبور از یمن، حجاز، اردن، فلسطین و شبه‌جزیره سینا وارد آفریقا می‌شده و کالاهای ارزشمند منطقه جنوب غرب خاورمیانه را به آن منطقه‌ها می‌رسانده‌است. | [ ۹ ]  |
| ۶ | ساختمان‌های مرکز جهانی بهایی    | ساختمان‌های مرکز جهانی بهایی                 | استان شمال  | ۲۰۰۸ | ۱۲۲۰(iii)(vi)         | شامل اماکن مقدس مورد استفاده جهت زیارت و ساختار اداری بهائیت است. این مجموعه شامل دفاتر اداری، ساختمان‌های زائرین، کتابخانه، بایگانی، اقامتگاه تاریخی و آرامگاه است. بعضی از این ساختمان‌ها برای بهاییان اهمیت معنوی دارند و از اماکن زیارتی این آئین محسوب می‌شوند. دو محل اصلی زیارتی بهاییان، آرامگاه بهاءالله که به روضه مبارکه مشهور است و دیگری آرامگاه باب بر روی کوه کرمل در اینجا واقع شده‌است که شامل آرامگاه‌های بنیان‌گذاران این دین می‌باشد. | [ ۱۰ ] |
| ۷ | ذخیره‌گاه طبیعی نهال میاروت     | ذخیره‌گاه زیست‌کره نهال میروت                 | کوه کرمل    | ۲۰۱۲ | ۱۳۹۳(iii)(v)          | این منطقه که در دامنه‌های غربی رشته کوه کارمل واقع شده‌است، شامل غارهای تابون، جمال، الواد و اسخول است. نود سال تحقیقات باستان‌شناسی، دنباله ای فرهنگی با مدت زمان بی نظیر را آشکار و آرشیوی از زندگی اولیه بشر در جنوب غربی آسیا را فراهم کرده‌است. این سایت ۵۴ هکتاری شامل ذخایر فرهنگی است که حداقل ۵۰۰۰۰۰ سال از تکامل انسان را نشان می‌دهد و وجود منحصر به فرد هر دو نئاندرتال و انسان خردمند را در همان چارچوب فرهنگی پارینه‌سنگی میانه، موستریان نشان می‌دهد. شواهد متعدد از فرهنگ ناتوفی و معماری اولیه نشان دهنده گذار از شیوه زندگی شکارچی-گردآورنده به کشاورزی و دامداری است. در نتیجه، غارها به مکانی کلیدی از چارچوب گاه‌چینه‌شناسی برای تکامل انسان به‌طور کلی و ماقبل تاریخ به‌طور خاص تبدیل شده‌اند. | [ ۱۱ ] |
| ۸ | پارک ملی بیت غوفرین            | پارک ملی بیت غوفرین                         | حیفا        | ۲۰۱۴ | ۱۳۷۰(v)               | یک پارک ملی در مرکز اسرائیل، در ۱۳ کیلومتری کریات گت است، این پارک شامل ویرانه‌های مریشا، یکی از شهرهای مهم یهودا در زمان هیکل سلیمان همچنین از شهرهای مهم دوران رومی، زمانی که به عنوان الفتروپلیس شناخته می‌شد بوده‌است. رحبعام آن را در برابر حمله مصریان تقویت کرد. پس از نابودی پادشاهی یهودا شهر بخشی از پادشاهی ادوم بود. در طول شورش مکابی، این شهر به عنوان پایگاهی برای حمله مورد استفاده بود. در ۴۰ سال قبل از آغاز دوره اشکانیان شهر به به‌طور کامل ویران گشت، و پس از آن هرگز دوباره ساخته نشد. | [ ۱۲ ] |
| ۹ | بیت شعریم                      | بیت شعریم                                   | استان جنوب  | ۲۰۱۵ | ۱۴۷۱(ii)(iii)         | سایت باستان‌شناسی یهودی در شمال اسرائیل است و شهر مردگان را در خود جای داده‌است. شهر مردگان خود بخشی از پارک ملی بیت شعریم در شمال شرق است. محل آن در بیست کیلومتری شرق شهر حیفا و در جنوب جلیلیه قرار داشته و اداره و کنترل آن بر عهده سازمان باغات و مناطق طبیعی اسرائیل است. شهر دربرگیرنده بیت شعریم در پایان سده نخست د. م و در طول پادشاهی هیرود بزرگ برپا شد و تا هنگامی‌که در آتش‌سوزی سال ۳۵۲ در شورش یهودیان علیه گالوس نابود شد، از شهرهای مرفه یهودیان بود. | [ ۱۳ ] |

## فهرست آزمایشی
علاوه بر سایت‌های موجود در فهرست میراث جهانی، کشورهای عضو می‌توانند فهرستی از سایت‌های آزمایشی را که ممکن است برای نامزدی در نظر بگیرند، در این فهرست قرار دهند. نامزدها در فهرست میراث جهانی تنها در صورتی پذیرفته می‌شوند که سایت قبلاً در فهرست آزمایشی قرار داشته باشد.
| #  | نگاره | نام                                    | موقعیت        | ش ثبتمعیارها                 | سال  | شرح | م      |
| ۱  |       | دروازه‌های سه‌گانه در شهر باستانی دن     | استان شمال    | ۱۴۶۹ (iv)(vi)(vii)(x)        | ۲۰۰۰ | چشمه‌های آن سالانه تا ۲۳۸ میلیون متر مکعب آب تأمین می‌کنند و نیمی از آب رود اردن را تأمین می‌کنند. این چشمه‌ها با هم بزرگ‌ترین چشمه کارستی در خاورمیانه را تشکیل می‌دهند. چشمه‌های هرمون و جلیل از برف و بارانی که در کوه می‌بارد، تغذیه می‌شوند. ذخیره گاه تل دان تنها حدود ۱۲۰ هکتار مساحت را پوشش می‌دهد، اما به دلیل موقعیت مکانی و شرایط منحصر به فرد محیطی، این ذخیره گاه شامل گیاهان و جانوران و سیستم‌های زیستی بومی است. شواهد مربوط به حدود ۷۰۰۰ ساله نشان می‌دهد که مردم تپه کوچک بالای چشمه‌ها را به عنوان نقطه‌ای برای ساختن خانه‌های خود انتخاب کرده‌اند. یافته‌های آبراهام بیران در سال ۱۹۶۶ شامل بخشهایی از دیوارها و دروازه‌های یک مکان آیینی بود که مربوط به زمان وقایع شگفت‌انگیزی است که در کتاب مقدس بازگو شده‌است. یک یافته اصلی کشف یک دروازه کامل از آجر گل و لای شهر بود که مربوط به دوران مفرغ میانه است. قابل توجه‌ترین عنصر این دروازه سه قوس دست نخورده‌است که اولین طاق‌های کامل یافت شده در جهان است. شهری برای اولین بار در اوایل دوره کنعانیان در اینجا ساخته شد. یکی دیگر از یافته‌های مثال زدنی از تل دان، بخشی از یک میز سنگی از نیمه دوم قرن نهم قبل از میلاد است که بر روی آن کتیبه ای از حزائیل، پادشاه دمشق حک شده‌است که از پیروزی خود بر پادشاه اسرائیل و پادشاه خانه دیوید یاد کرده و این اولین بار است که نام «خانه داوود» خارج از کتاب مقدس کشف شده‌است. | [ ۱۵ ] |
| ۲  |       | کنیسه‌های اولیه در جلیل                 | استان شمال    | ۱۴۷۰ (iii)(vi)               | ۲۰۰۰ | کنیسه‌های اولیه در جلیل سرآغاز تأسیس یک نهاد انقلابی بوده که تغییرات مذهبی و اجتماعی شگرفی را در بر می‌گرفت. به نظر می‌رسد این اثر منحصر به فرد یهودیان بوده که بر توسعه بعدی کلیسای مسیحی و مسجد مسلمانان تأثیر گذاشته‌است. این مرکز به عنوان یک مرکز اجتماعی عمل می‌کرده‌است و اولین بناهایی بودند که نشان دهنده فضای توحیدی بودند که مردم بدون بت در آن عبادت می‌کردند. بقایای بیش از ۵۰ کنیسه مختلف در جلیل شناسایی شده‌است. قدمت قدیمی‌ترین کنیسه به اواخر سده اول پیش از میلاد بازمی‌گردد. این بقایای باستان‌شناسی منابع مکتوب را تأیید می‌کند. بخش اعظم بقایای کنیسه در جلیل قرار دارند که مرکز زندگی یهودیان در اواخر دوران باستان بود. یک نمونه برجسته کنیسه عظیم در کپرناحوم است که در قرن پنجم تکمیل شد. | [ ۱۶ ] |
| ۳  |       | مسیر عیسی و حواریون در جلیل            | استان شمال    | ۱۴۷۱ (iii)(vi)               | ۲۰۰۰ | عیسی و شاگردانش شمال دریای جلیل، در شهرها، روستاها و اطراف جلیل زندگی و کار می‌کردند. منطقه بین ناصره و کپرناحوم از زمان معبد دوم دستخوش تغییرات زیادی شده‌است. بسیاری از زائران و بازدیدکنندگان در راه عیسی و حواریون قدم می‌زنند تا مصائب آنها را تجربه کنند. این مسیر مکانهای زیارتی مقدس مسیحیت را در کنار مکانهای طبیعی و فرهنگی و مناظر و جوامع محلی به یکدیگر متصل می‌کند. برخی از مکانها مانند ناصره، تبریاس و کافر کانا به شهرهای مدرن تبدیل شدند، در حالی که برخی دیگر مانند سپریس و کپرناحوم تبدیل به ویرانه شده‌اند. این مسیر همچنین به عنوان وسیله ای برای حفظ میراث، اماکن باستانی و مناظر، جنگل‌های طبیعی و جنگل‌ها و کشاورزی سنتی عمل می‌کند. | [ ۱۷ ] |
| ۴  |       | دریاچه طبریه و مکان‌های باستانی آن      | استان شمال    | ۱۴۷۳ -                       | ۲۰۰۰ | یک دریاچهٔ آب شیرین در اسرائیل است که تا قبل از سال ۱۹۶۷ و جنگ شش‌روزه به همراه بلندی‌های جولان به سوریه تعلق داشته‌است. این دریاچه مهم‌ترین منبع تأمین آب اسرائیل می‌باشد. مساحت دریاچهٔ طبریه ۱۶۶ کیلومتر مربع و بیشینهٔ ژرفای آن حدود ۴۳ متر است. آب دریاچهٔ طبریه از چشمه‌های زیرزمینی و رود اردن تأمین می‌شود. شهر طبریه که یکی از چهار شهر مقدس یهود به‌شمار می‌آید در کنار این دریاچه واقع شده‌است. نام این شهر و دریاچه به نام تیبریوس، امپراتور روم اشاره دارد. | [ ۱۸ ] |
| ۵  |       | خربت المعنی                            | استان شمال    | ۱۴۷۴ (iv)                    | ۲۰۰۰ | خربت المعنی در ساحل شمال غربی دریای جلیل در دره غنی جینوسار واقع شده‌است. خربت المعنی در نیمه دوم قرن ۱ نهم هنگامی که دانشمندان و زائران برای جستجوی مکانهای مقدس کتاب مقدس شروع به عبور از فلسطین کردند، مورد توجه قرار گرفت. در ابتدا، دانشمندان خربت المعنی را به عنوان کپرناحوم تا زمان کشف کپرناحوم در شمال شمالی و حفاری قسمت اصلی سایت خربت المعنی، شناسایی کردند. در سال ۱۹۳۲ حفاری در خربت المعنی آغاز شد و توسط باستان شناسان آلمانی به مدت پنج سال ادامه یافت. در امتداد دیوارهای بیرونی، کاوش‌ها یک مسجد، یک اتاق تاج و تخت و گروهی از پنج اتاق با کف معرق با طرح‌های هندسی را نشان داد. خربت المعنی در دوره بنی امیه در یک منطقه کشاورزی غنی ساخته شد و احتمالاً کاخ یک صاحب زمین زمین شاهزاده بوده‌است. | [ ۱۹ ] |
| ۶  |       | کوه آربل (آربل، نبی شعیب، شاخ‌های حطین) | استان شمال    | ۱۴۷۵ -                       | ۲۰۰۰ | این سه عنصر یک سایت یکپارچه و مجاور را ارائه می‌دهند. شهرک قدیمی اربل در شرق جلیل واقع شده‌است، مکانی شناخته شده از دانشمندان تورات اولیه در دوره معبد دوم که مکانهای مطالعه یهودیان در آن ساخته شده‌است. اربل همچنین به دلیل غارهای مستحکم منحصر به فرد خود مشهور است. در تلمود و پیوتیم و در ادبیات رستگاری قرون ششم و هفتم میلادی، دره اربل به عنوان مکانی که رستگاری در آن آغاز می‌شود، ذکر شده‌است. اربل همچنین مکانی با طبیعت غیر معمول است با صخره‌های شیب دار که به سمت دریای جلیل فرود آمده و مشرف به میغدل، زادگاه مریم است. همچنین یک ذخیره طبیعی است که توسط اداره پارک‌های ملی نظارت می‌شود. شاخهای حطین، محل نبرد بزرگی بین اعراب و صلیبیون در سال ۱۱۸۷ است، که آغاز پایان پادشاهی صلیبیون در فلسطین است. | [ ۲۰ ] |
| ۷  |       | دگانیا آلف و نحلل                      | استان شمال    | ۱۴۷۸ (v)(vi)                 | ۲۰۰۰ | این دو شهرک الگوهای ایدئولوژیک-اجتماعی اواخر قرن ۱۹ و اوایل قرن ۲۰ را نشان می‌دهند. این الگوها نتیجه مستقیم ایده‌هایی هستند که از آرمان شهر توسط توماس مور در سال ۱۵۱۶ نوشته شده‌است. در سال ۱۸۴۸. ساختمانهای اولیه کیبوتز از سال ۱۹۱۰ ساخته شده‌اند. به عنوان یک جامعه کشاورزی، عناصر برجسته شامل برج آب و سیلوی دانه بود. ساختمانهای عمومی، از جمله خانه کودکان، مهد کودک و مدرسه، که توسط ریچارد کافمن طراحی شده بود، به توضیح معضلات اجتماعی آموزش در کیبوتس کمک کرد. | [ ۲۱ ] |
| ۸  |       | بیت‌شئان                                | استان شمال    | ۱۴۷۹ (ii)(iv)(v)(vi)         | ۲۰۰۰ | بت شیان، تنها یکی از ده شهر دکاپولیس در غرب اردن، یکی از قدیمی‌ترین شهرهای شرق است. بقایای بیست لایه سکونت که به هزاره پنجم قبل از میلاد برمی گردد، در ساحل رودخانه هارود کشف شده‌است. اهمیت منحصر به فرد شهر از زمان‌های قدیم نتیجه ترکیبی از عوامل از جمله موقعیت آن در یک چهارراه اصلی، زمین حاصلخیز اطراف آن و فراوانی آب یافت شده در نزدیکی ان است. یافته‌های مهم مربوط به دوره حکومت مصر بر کنعان در قرن‌های ۱۶ تا ۱۲ قبل از میلاد در حفاری‌های انجام شده در دهه ۱۹۲۰ و ۱۹۳۰ انجام شد. در حفاری‌های باستان‌شناسی در حال انجام این کار بقایای بیشتری از مشاغل دوران کنعانی و اسرائیلی (عصر مفرغ و آهن) کشف شده‌است. جمعیت شهر در دوره روم متشکل از مشرکان و اجتماعات بزرگ یهودیان و سامریان بود. این شهر در پایان قرن چهارم میلادی به مرکز استان تبدیل شد. این شهر در نیمه اول قرن هفتم میلادی به دست مسلمانان رسید و بر اثر زمین لرزه شدید در سال ۷۴۹ میلادی ویران شد. | [ ۲۲ ] |
| ۹  |       | قیصریه دریایی                          | استان حیفا    | ۱۴۸۰ (ii)(iv)(v)(vi)         | ۲۰۰۰ | یک پارک ملی در خط ساحلی اسرائیل در نزدیکی روستای قیصریه است. شهر باستانی قیصریه دریایی و بندرگاه آن در ۲۵ تا ۱۳ پیش از میلاد توسط هرود بزرگ ساخته شد. روستای امروزی قیصریه میان تل‌آویو و حیفا واقع شده و در کنار مدیترانه قرار دارد. در قیصریه ده‌ها سال است که کاوش‌های باستان‌شناسی انجام می‌شود و کشف‌های زیادی در آن شده که گردشگران زیادی را به خود جلب می‌کند. | [ ۲۳ ] |
| ۱۰ |       | مسجد سفید                              | استان مرکز    | ۱۴۸۲ (ii)(iv)                | ۲۰۰۰ | رامله که نامش احتمالاً از تپه‌های ماسه ای است که شهر بر روی آن ساخته شده‌است، در اوایل قرن هشتم توسط خلیفه اموی سلیمان بن عبدالملک، به عنوان اولین شهر اسلامی تأسیس شد. با تأسیس شهر، تأسیسات و ساختمانهای زیادی مانند آب انبارها، کانال زهکشی، خانه دیایرها و مسجد برپا شد. اکثر شهرهای اموی تحت ساخت و ساز قرار گرفته‌اند. تنها در مسجد امویان، که مسجد سفید نامیده می‌شود، چندین بقایای آن دوره و همچنین تعدادی طاق‌های زیرزمینی و آب انبارها حفظ شده‌است. حفاری در مسجد سفید در سال ۱۹۴۹ به نمایندگی از وزارت امور مذهبی و بخش آثار و موزه‌های اسرائیل انجام شد. مشخص شد که محوطه مسجد به شکل چهار ضلعی ساخته شده‌است و دیوارهای آن به نقاط اصلی متمایل شده‌است. | [ ۲۴ ] |
| ۱۱ |       | اورشلیم                                | استان اورشلیم | ۱۴۸۳ (i)(ii)(iii)(iv)(v)(vi) | ۲۰۰۰ | این مکان محل تقطع فرهنگ شرق و غرب شده‌است. شهر قدیمی و حومه اورشلیم مکانی ثبت شده در فهرست میراث جهانی است. حصارها مرزهای عثمانی قرن ۱۶ را نشان می‌دهند و محوطه‌های ساخته شده کوه معبد و حرم الشریف و زیارتگاه‌های مسیحیان کلیسای قبر مقدس را در بر می‌گیرند. بافت جغرافیایی تاریخی شهر قدیمی شامل دره کیدرون و دره هینوم است که توسط تپه‌های اطراف احاطه شده‌است. اورشلیم بین این تپه‌ها، شاهدی منحصر به فرد برای مهد فرهنگی ادیان توحیدی غربی است | [ ۲۵ ] |
| ۱۲ |       | کوه کرکوم                              | استان جنوب    | ۱۴۸۸ (iii)(v)                | ۲۰۰۰ | کوه کرکوم در صحرای نگف جنوبی در لبه شمالی نهال پاران قرار دارد و یکی از بهترین نمونه‌های حکاکی‌های سنگی جهان را ارائه می‌دهد. دسترسی به این کوه به دلیل صخره‌های بی عیب و نقص آن، که حدود ۳۰۰ متر از محیط اطراف بالا می‌روند، دشوار است. فلات ان حدود ۸۰۰ متر بالاتر از سطح دریا، از طریق دو مسیر اصلی باستانی قابل دسترسی است. به دلیل شرایط بیابانی، مکانها و ابزارهای پراکنده شده در حالت بسیار عالی یافت شدند. مواد جمع‌آوری شده تا کنون نشان می‌دهد که در دوره پارینه سنگی کوه منبع عالی مواد اولیه برای تولید ابزار سنگ چخماق و محل ملاقات مهم بوده‌است. اهمیت این کوه با یافته‌های آن، به ویژه از مجموعه عصر برنز نشان داده می‌شود. | [ ۲۶ ] |
| ۱۳ |       | دره تیمنا                              | استان جنوب    | ۱۴۸۹ -                       | ۲۰۰۰ | دره تیمنا، در شمال خلیج ایلاتو عقبه، در داخل دره ریفت، یک سازه فرسایشی نیم دایره ای بزرگ است که شامل چهار وادی است که از صخره‌های تیمنا به نهال آراوا می‌روند. تیمنا نمونه قابل توجهی از باستان‌شناسی صنعتی را ارائه می‌دهد، زیرا محل استخراج و ذوب مواد معدنی باستانی بوده‌است. در امتداد پای صخره‌های تیمنا، ندولهای سنگ معدن کربنات مس وجود دارد که شامل مالاکیت و کالکوسیت با آزوریت، کوپریت، پاراتاکامیت است. یازده اردوگاه در مرکز دره واقع شده‌است. این بقایا عمدتاً متعلق به سلسله‌های ۱۹ و ۲۰ پادشاهی جدید مصر (عصر آهن مفرغ متاخر) است. با آغاز سال ۸۴۵، اکتشافات متعدد سرباره ذوب مس در تیمنا، بقایای مسکن و محل‌های ذوب مس را شناسایی کرد. سفال‌های کشف شده در تیمنا مربوط به عصر آهن I و II است. | [ ۲۷ ] |
| ۱۴ |       | فهرست قلعه‌های صلیبی                    | مناطق گوناگون | ۱۴۹۱ (iv)(v)(vi)             | ۲۰۰۰ | این قلعه‌ها بین سده‌های ۱۲ و ۱۵ ساخته شده‌اند و نشان دهنده حرکت گسترده معماری اروپایی به این سرزمین است که در طول فتوحات صلیبی ساخته شده‌است. این قلعه‌ها مرکز قدرت و مدیریت جنگ‌های صلیبی بوده‌اند. در سال ۱۲۷۱ مسلمانان مونتفورت را فتح کردند و به شوالیه‌ها اجازه دادند بدون سلاح و دارایی خود از آنجا خارج شوند. قلعه متعاقباً تخریب شد و مکان آن رها شد و هرگز اسکان داده نشد. پلان این برج از ویژگی‌های برج‌های قلعه‌های خارجی صلیبیون است. ماهیت و استحکام ساختمان، این فرضیه را تقویت می‌کند که مونتفورت در ابتدا توسط نظریه توتونیک در اوایل قرن ۱۳ بازسازی شده‌است. قلعه صلیبی آتلیت، واقع در ۳۰ کیلومتری جنوب حیفا در دریای مدیترانه، در منطقه ای متشکل از شهرک‌ها، بقایای گورستان‌ها، مناطق کشاورزی، معادن و استحکامات از دوران باستان و قرون وسطی قرار دارد. | [ ۲۸ ] |
| ۱۵ |       | مختشیم                                 | استان جنوب    | ۱۴۸۶ -                       | ۲۰۰۱ | پدیده مختشتیم نگف در نیمه جنوبی اسرائیل، یک بیابان صخره ای رنگارنگ است که پنجره‌های زمین‌شناسی هستند که به پوسته زمین نفوذ می‌کنند و هر کدام نمای زمین‌شناسی متفاوتی را نشان می‌دهند. مختشتیم دارایی منحصر به فرد طبیعت و تنها نمونه کامل در نوع خود در جهان است. این مکان دارای ۳۸ کیلومتر طول، ۶ کیلومتر عرض و ۴۵۰ متر عمق است. سنگهای تریاس غنی از فسیل هستند. بخش جنوب غربی آن دارای آتشفشان‌های ۱۱۰ میلیون ساله، دیاترم و جریان بازانیت است. | [ ۲۹ ] |
| ۱۶ |       | حوله                                   | استان شمال    | ۱۸۸۶ -                       | ۲۰۰۴ | نام دره‌ای است در شمال اسرائیل و در شام قدیم قرار داشته‌است. این دره اقامتگاهی موقت است برای پرندگان که بین اروپا، آسیا و آفریقا مهاجرت می‌کنند. همچنین این دره منبعی برای پشه‌های ناقل مالاریا است. | [ ۳۰ ] |
| ۱۷ |       | لیفتا                                  | استان اورشلیم | ۶۰۶۱ (ii)(iii)(v)            | ۲۰۱۵ | یک روستای فلسطینی متروکه، با تعداد زیادی مسکن اصلی، چشمه، تراس کشاورزی و چشم‌انداز تا حدی حفظ شده. این شامل بقایای باستان‌شناسی بی حفاری دوره‌های قبلی است. | [ ۳۱ ] |
| ۱۸ |       | عین کرم                                | استان اورشلیم | ۶۰۶۲ (ii)(iii)(v)(vi)        | ۲۰۱۵ | روستایی باستانی است که در نزدیکی شهر اورشلیم می‌باشد. امروزه کوی عین کرم در نیمروز خاوری شهر اورشلیم است. این کوی در جنگ اعراب-اسراییل در سال ۱۹۴۸ متروکه شد. بر پایه ترادهش‌های ترسایی، یحیی تعمید دهنده در عین کرم زاده شده‌است. | [ ۳۲ ] |